# Fourtou
Pour les articles homonymes, voir Fourtou (homonymie).
 (février 2022).
Fourtou  est une commune française située dans le Sud du département de l'Aude en région Occitanie.
Sur le plan historique et culturel, la commune fait partie du massif des Corbières, un chaos calcaire formant la transition entre le Massif central et les Pyrénées. Exposée à un climat océanique altéré, elle est drainée par l'Orbieu, le Rialsesse, le ruisseau du Moulin de Fourtou et par divers autres petits cours d'eau. La commune possède un patrimoine naturel remarquable : deux sites Natura 2000 (les « hautes Corbières » et la « vallée de l'Orbieu ») et trois zones naturelles d'intérêt écologique, faunistique et floristique.
Fourtou est une commune rurale qui compte 78 habitants en 2022, après avoir connu un pic de population de 423 habitants en 1821. Ses habitants sont appelés les Fortonais et ses habitantes les Fortonaises.

## Géographie
Commune située dans la haute vallée de l’Aude, sur l'Orbieu.

### Communes limitrophes
Les communes limitrophes sont  Albières, Arques, Auriac, Camps-sur-l'Agly, Cubières-sur-Cinoble, Sougraigne et Soulatgé.
| Arques                                          | Albières             |          |
| Sougraigne                                      | Fourtou              | Auriac   |
| Bugarach (par un quadripoint), Camps-sur-l'Agly | Cubières-sur-Cinoble | Soulatgé |

### Hydrographie
La commune est dans la région hydrographique « Côtiers méditerranéens », au sein du bassin hydrographique Rhône-Méditerranée-Corse.

### Les ruisseaux
Elle est drainée principalement par l'Orbieu, le ruisseau (du Moulin) de Fourtou, le ruisseau de la Tour, le ruisseau de l'Hermita, le ruisseau des Héritiers et le ruisseau du Fort, qui constituent un réseau hydrographique de 20 km environ,.
L'Orbieu (oriburo pour les Carolingiens, en latin) d'une longueur de 84,1 km, prend sa source dans la commune au-dessous de Marot et s'écoule du sud-ouest vers le nord-est. Il traverse la commune et se jette dans l'Aude à Saint-Nazaire-d'Aude, après avoir traversé 22 communes.
La Rialsesse, (IGN dit le) d'une longueur de 14,2 km, prend sa source dans la commune près de Mandrau, mais la quitte rapidement et s'écoule vers le nord-ouest, puis vers l'ouest. Elle alimente le lac d'Arques et se jette dans la Sals au pont de Pachevan, après avoir traversé 6 communes.
Le ruisseau de Fourtou, en amont du village, est appelé localement ruisseau des Violes où il prend sa source. L’été il se réduit à quelques flaques du côté de Farenc, alimentées par les sources voisines. Il rejoint le ruisseau de Fourtou à sa source, à la Fontaine vieille, au bas du village. Il passe (à sec) au gué du Saoutadou, du nom d’une petite cascade (quand il pleut). Le ruisseau du Fort est aussi souvent à sec. Les autres sont permanents et tous abondent l'Orbieu.
Au-dessous du Parégot, on trouvait des écrevisses et du poisson (barbeaux, truites). On ne se souvient pas lesquels sont les tataroches et les pancharles, noms locaux de poissons communs ou bien noms inventés pour mystifier les enfants ?

### Les sources
Les sources seraient au nombre d’une centaine d’après le plan cadastral de 1832. Déjà on estime qu’environ 35 fermes ou hameaux ont été habités en dehors du village, tous alimentés par une source. À la Bernède « la foun » située à 500 m des maisons oblige à d’incessants va-et-vient, par un chemin bordé de buis et hêtres centenaires. Elle alimentait pourtant 35 personnes en cinq familles. Au Fort la ferme est dotée d’une citerne emplie par récupération de l’eau de pluie sur la toiture. Une petite ouverture, close par une porte, à hauteur de l’évier, permet de puiser l’eau sans difficulté. A Marot, l’eau de la source arrivait à l’évier. Les sources dans les lieux non habités sont souvent repérées et protégées par une haie de buis, circulaire. Elles permettent aux travailleurs de se désaltérer. L’utilisation d’une eau non filtrée ni traitée a toutefois entrainé des cas de fièvre typhoïde.
Depuis la fin du 19e siècle le village est approvisionné par un captage de la source des Violes. Mais au vu des normes sanitaires modernes, l’eau a été déconseillée à la consommation cent ans plus tard. Un nouveau captage a été effectué sur la source del baïral (béal, bézal,) vers la Tour, Louis Argence étant maire. Des puits ont existé : à la Bernède et Mandrau dans des bergeries, au village dans le jardin du dernier cordonnier.
Antérieurement le village dépendait de la source de la Fontaine vieille. C’est un site remarquable, au pied du village, auquel on accède par un petit chemin pentu sur environ 200 m. De la falaise en face sort une eau très froide. Un lavoir et un abreuvoir y étaient aménagés et ce fut le seul point d’eau pendant des siècles. On imagine la difficulté d’approvisionnement, la pénibilité d’y aller laver de lourdes corbeilles de linge, et d’y mener boire les troupeaux. En plus l’hiver, le soleil n’atteint pas ce fond de vallée très encaissé. Lavoir et abreuvoir n’y seront transférés qu’en 1912, Alberny Paul étant maire.
Liste de sources : elles portent la plupart du temps le nom d’une campagne qui en est indissociable, par exemple « la fon ou foun de Marot » mais on peut en citer d’autres : la Bout, Reyré, Périé, la fon de Courgolis et la fon Soumiade près de la Souleille, la fon de Timbau, de la Roussette, de Méric. La fon de Bézalet alimente la rivière de la Bernède, elle-même prenant sa source au Baïral. La fon de Péso qui est une résurgence de la source de la Bernède, et tout près au Courtal Nou, et la Douço près de Casaril ; la fon dé Méric, la fon de l’Hermita, la plus belle ; cette métairie en comptait trois. Enfin la magnifique fon de la vallée de la Sémal et la fon du Planal.
Contrairement à ce que ces développements pourraient faire penser, Fourtou souffre de sécheresse l’été.
Les cascades du Parégot : Il y a une petite cascade sur le ruisseau de Fourtou et une magnifique chute de plus de 100 m sur le ruisseau de la Tour que l’on peut admirer quand il a bien plu. L’été il n’en reste qu’un mince filet d’eau. Demandez la photo à rbr@orange.fr.

### Climat
Pour des articles plus généraux, voir Climat de l'Occitanie et Climat de l'Aude.
En 2010, le climat de la commune est de type climat océanique altéré, selon une étude s'appuyant sur une série de données couvrant la période 1971-2000. En 2020, Météo-France publie une typologie des climats de la France métropolitaine dans laquelle la commune est exposée à un climat de montagne ou de marges de montagne et est dans la région climatique Pyrénées orientales, caractérisée par une faible pluviométrie, un très bon ensoleillement (2 600 h/an), un air sec, particulièrement en hiver et peu de brouillards.
Pour la période 1971-2000, la température annuelle moyenne est de 11,3 °C, avec une amplitude thermique annuelle de 14,8 °C. Le cumul annuel moyen de précipitations est de 892 mm, avec 9,4 jours de précipitations en janvier et 5,2 jours en juillet. Pour la période 1991-2020, la température moyenne annuelle observée sur la station météorologique la plus proche, située sur la commune de Mouthoumet à 10 km à vol d'oiseau, est de 12,5 °C et le cumul annuel moyen de précipitations est de 837,6 mm,. Pour l'avenir, les paramètres climatiques de la commune estimés pour 2050 selon différents scénarios d'émission de gaz à effet de serre sont consultables sur un site dédié publié par Météo-France en novembre 2022.

### Milieux naturels et biodiversité

#### Réseau Natura 2000

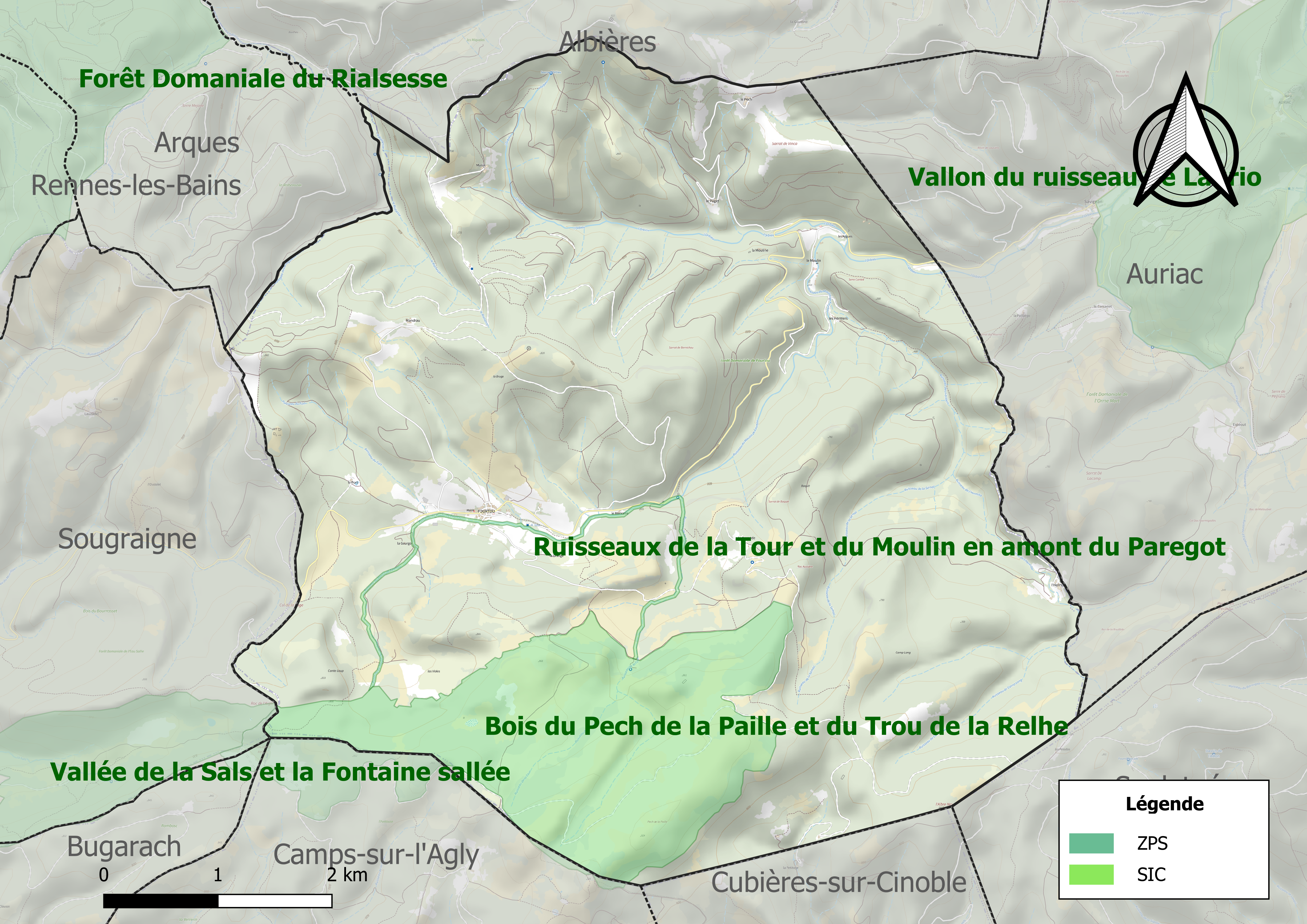
Site Natura 2000 sur le territoire communal.

Le réseau Natura 2000 est un réseau écologique européen de sites naturels d'intérêt écologique élaboré à partir des directives habitats et oiseaux, constitué de zones spéciales de conservation (ZSC) et de zones de protection spéciale (ZPS). Un site Natura 2000 a été défini sur la commune au titre de la directive habitats :
- la « vallée de l'Orbieu », d'une superficie de 17 765 ha, servant d'habitat, entre autres, pour le Barbeau méridional et du Desman des Pyrénées en limite nord de répartition[16]

et un au titre de la directive oiseaux :
- les « hautes Corbières », d'une superficie de 28 398 ha, accueillant une avifaune riche et diversifiée : rapaces tels que les Busards, l'Aigle Royal, le Circaète Jean-le-Blanc, qui trouvent sur place des conditions favorables à la nidification et à leur alimentation du fait de l'importance des milieux ouverts[17].

#### Zones naturelles d'intérêt écologique, faunistique et floristique
L’inventaire des zones naturelles d'intérêt écologique, faunistique et floristique (ZNIEFF) a pour objectif de réaliser une couverture des zones les plus intéressantes sur le plan écologique, essentiellement dans la perspective d’améliorer la connaissance du patrimoine naturel national et de fournir aux différents décideurs un outil d’aide à la prise en compte de l’environnement dans l’aménagement du territoire. Deux ZNIEFF de type 1 sont recensées sur la commune : le « bois du pech de la Paille et du Trou de la Relhe » (328 ha), couvrant 4 communes du département, et les « ruisseaux de la Tour et du Moulin en amont du Paregot » (9 ha) et une ZNIEFF de type 2, : les « Corbières occidentales » (59 005 ha), couvrant 66 communes du département.

Carte des ZNIEFF de type 1 et 2 à Fourtou.
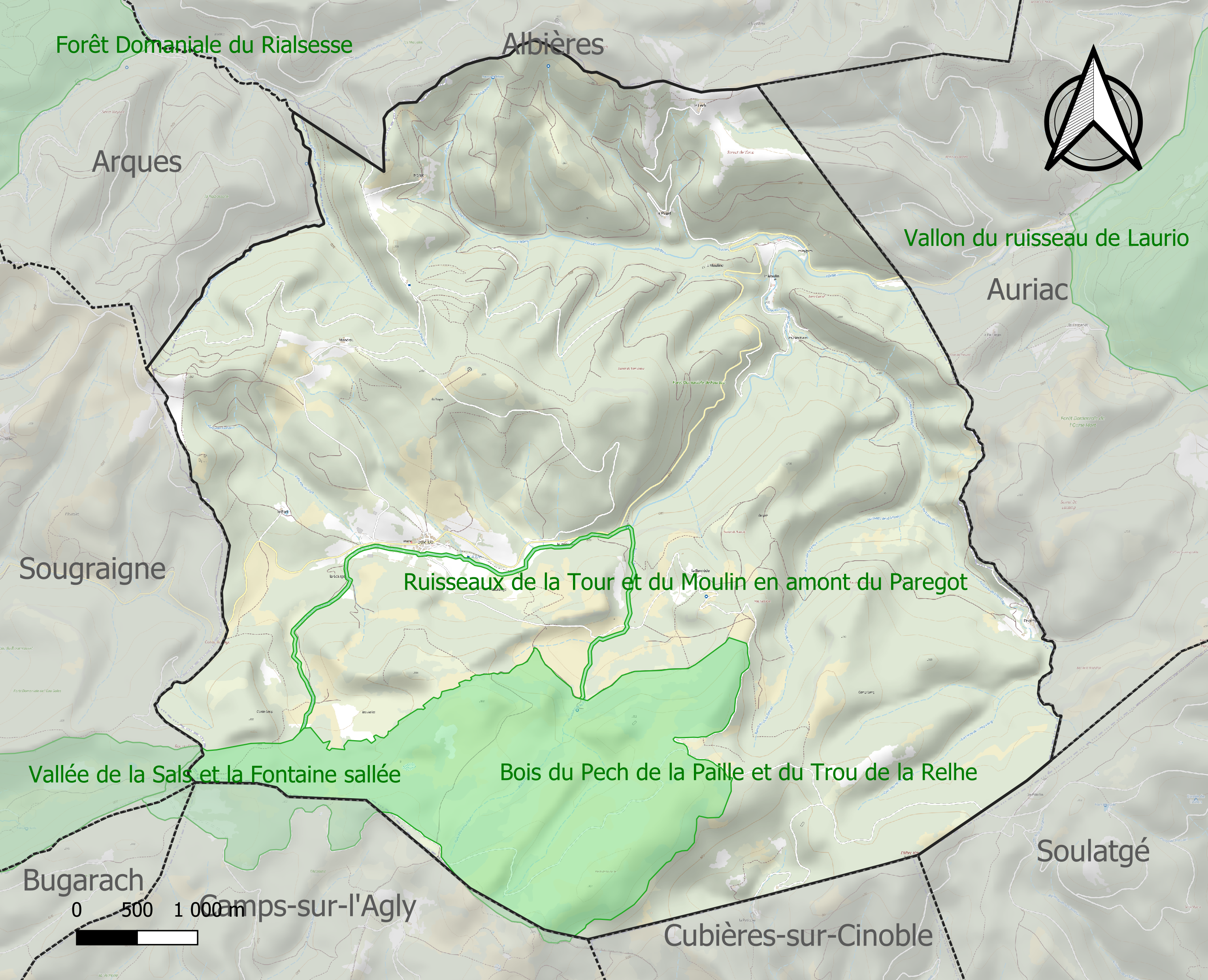
Carte des ZNIEFF de type 1 sur la commune.
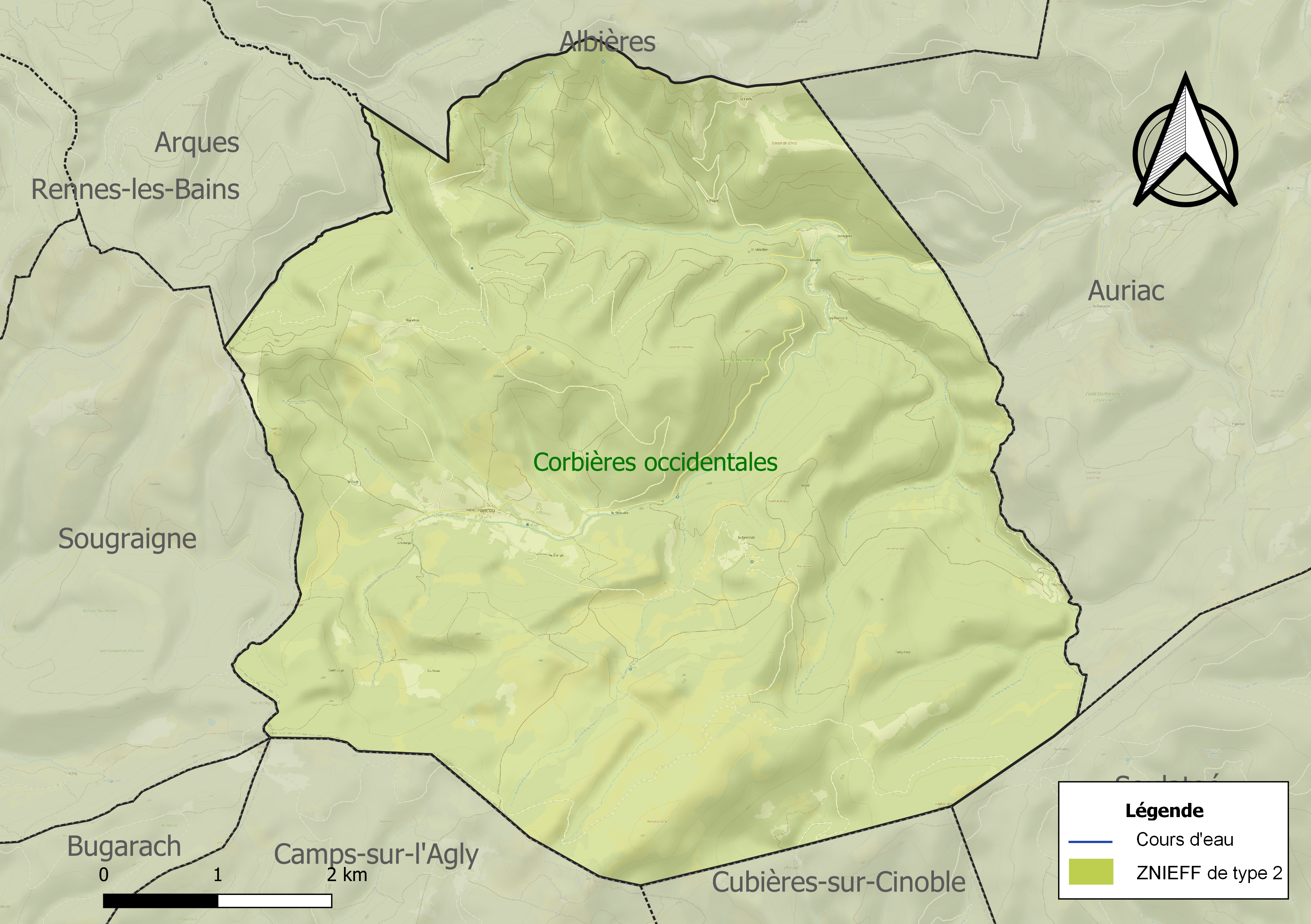
Carte de la ZNIEFF de type 2 sur la commune.

## Urbanisme

### Typologie
Au 1er janvier 2024, Fourtou est catégorisée commune rurale à habitat très dispersé, selon la nouvelle grille communale de densité à 7 niveaux définie par l'Insee en 2022.
Elle est située hors unité urbaine et hors attraction des villes,.

### Occupation des sols
L'occupation des sols de la commune, telle qu'elle ressort de la base de données européenne d’occupation biophysique des sols Corine Land Cover (CLC), est marquée par l'importance des forêts et milieux semi-naturels (88,6 % en 2018), en diminution par rapport à 1990 (96,7 %). La répartition détaillée en 2018 est la suivante : forêts (86,3 %), zones agricoles hétérogènes (11,4 %), milieux à végétation arbustive et/ou herbacée (2,2 %). L'évolution de l’occupation des sols de la commune et de ses infrastructures peut être observée sur les différentes représentations cartographiques du territoire : la carte de Cassini (XVIIIe siècle), la carte d'état-major (1820-1866) et les cartes ou photos aériennes de l'IGN pour la période actuelle (1950 à aujourd'hui).

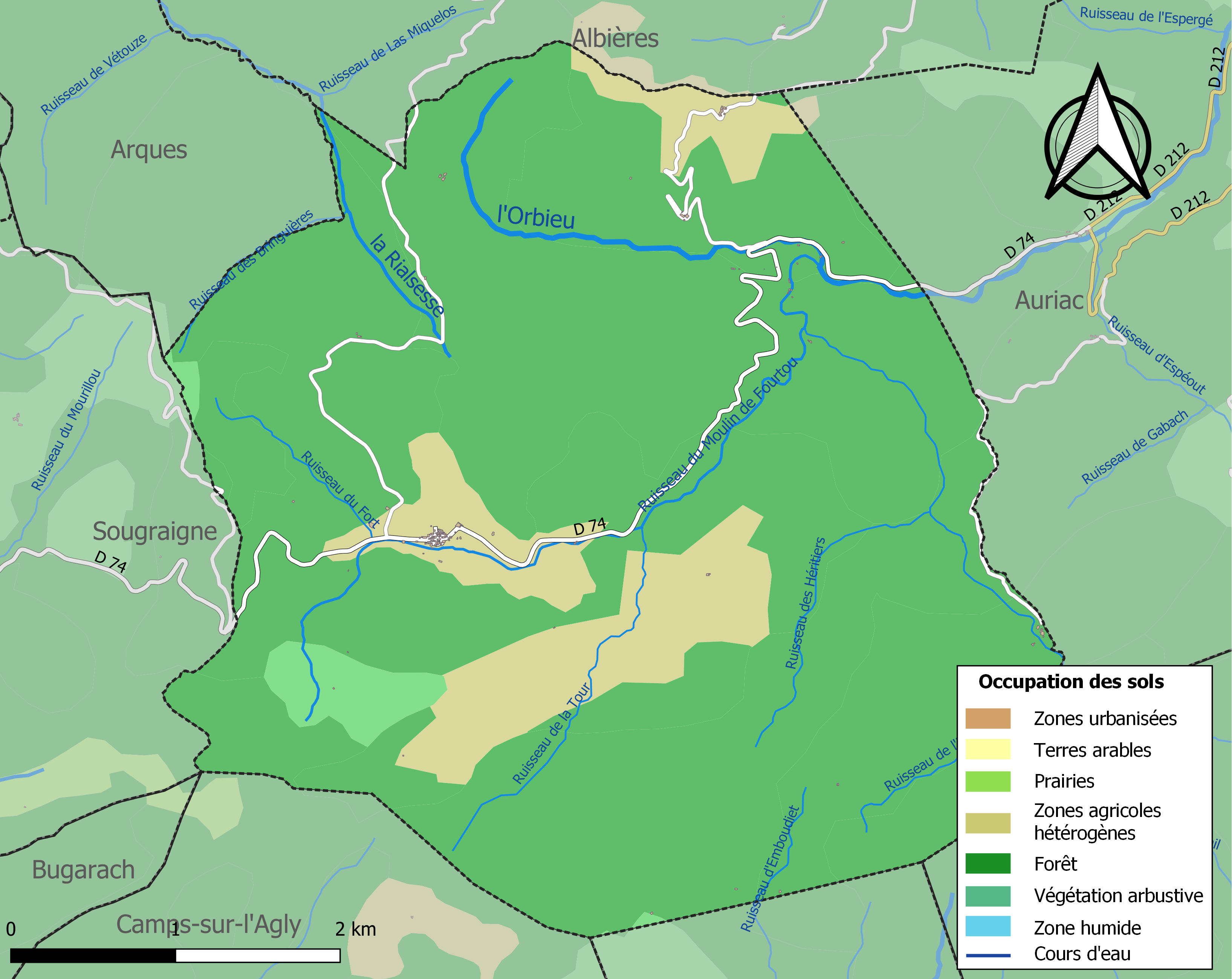
Carte des infrastructures et de l'occupation des sols de la commune en 2018 (CLC).

### Risques majeurs
Le territoire de la commune de Fourtou est vulnérable à différents aléas naturels : météorologiques (tempête, orage, neige, grand froid, canicule ou sécheresse), inondations, feux de forêts et séisme (sismicité modérée). Il est également exposé à un risque particulier : le risque de radon. Un site publié par le BRGM permet d'évaluer simplement et rapidement les risques d'un bien localisé soit par son adresse soit par le numéro de sa parcelle.

#### Risques naturels
Certaines parties du territoire communal sont susceptibles d’être affectées par le risque d’inondation par débordement de cours d'eau, notamment l'Orbieu et la Rialsesse. La commune a été reconnue en état de catastrophe naturelle au titre des dommages causés par les inondations et coulées de boue survenues en 1982, 1992, 1996, 2009, 2014 et 2020,.

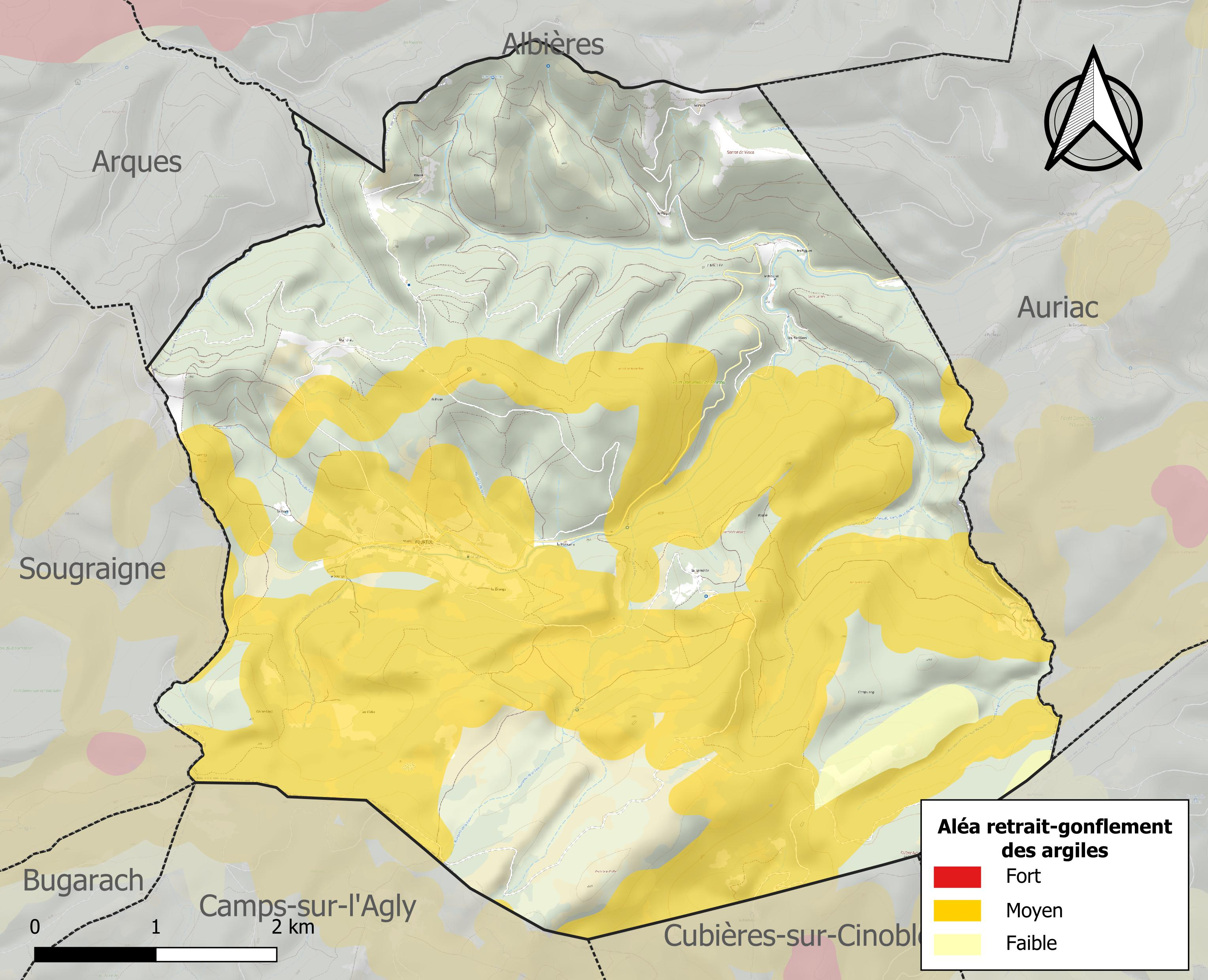
Carte des zones d'aléa retrait-gonflement des sols argileux de Fourtou.

Le retrait-gonflement des sols argileux est susceptible d'engendrer des dommages importants aux bâtiments en cas d’alternance de périodes de sécheresse et de pluie. 46,8 % de la superficie communale est en aléa moyen ou fort (75,2 % au niveau départemental et 48,5 % au niveau national). Sur les 58 bâtiments dénombrés sur la commune en 2019, 42 sont en aléa moyen ou fort, soit 72 %, à comparer aux 94 % au niveau départemental et 54 % au niveau national. Une cartographie de l'exposition du territoire national au retrait gonflement des sols argileux est disponible sur le site du BRGM,.

#### Risque particulier
Dans plusieurs parties du territoire national, le radon, accumulé dans certains logements ou autres locaux, peut constituer une source significative d’exposition de la population aux rayonnements ionisants. Certaines communes du département sont concernées par le risque radon à un niveau plus ou moins élevé. Selon la classification de 2018, la commune de Fourtou est classée en zone 2, à savoir zone à potentiel radon faible mais sur lesquelles des facteurs géologiques particuliers peuvent faciliter le transfert du radon vers les bâtiments.

## Toponymie
Les hameaux et fermes sont appelés « campagnes » ; les fermes seules sont aussi nommées « bordes » comme les bergeries isolées.
Les campagnes : les Audouys, Baquié ou Vaquiès dit Bernède basse, Bascou ou le Basque, Belot, la Bernède, Blanchard, Bouchard (Bouissard, Bouizard), Boutet, le Carretier (les Carratiers de Bouchard), Casaril, Espeut, le Fort, Fourques, la Garosse, l’Hermita ou Ermita, les Héritiers (l’Aïrétié), Mandrau, Marot, Méric, le Méricaïre, Mérigou (ou le Puget), la Mouline, le Moulis, Le Parégot (Pérégau del rec en 1698 - peut-être un diminutif de parrec « parc à moutons », mais gau est gué en catalan), le Pech, Pétit, Perréu, Peyranis, masage de Peyrenille qui serait Salsisse, la Souleille, Timbau, Tisseyre (Tycheïré).
Mandrau aurait été édifié vers 1560 par Jean Mante, dit Mandrau.
Le nom de Marot est donné par l’inventaire Roque (1564-1585), où un certain Marot Chanet [à moins que ce soit Chauvet] reçoit de l’archevêque de Narbonne un fief de « cinquante cesterses terre » (IV, f 500) à la « Colhade das Saucles », lieu non identifié ; la fondation de la campagne pourrait dater de cette époque-là. Les Chauvet et les Guichou y furent très nombreux.
Dans l’inventaire Roque, on trouve « un casal au lieu dal Puget » (1584-1585 IV, f 504). Mais ce toponyme topographique (le petit Pech) s’effacera bientôt en faveur du nom de personne Mérigou (le petit Méric). C’est un Méric Bonis ou Bony qui aurait fondé cette métairie au XVIe siècle. Le Pech, tardivement constitué en campagne, absorba une partie des terres du Puget, pour se doter d’un domaine foncier autonome (Claude Pla).
Cassini donne un hameau au sud de la Bernède dans le tènement de la Tour : le Cardut, c’est peut-être le Moulin de la Tour (métairie recensée en 1851).
Citons aussi Lauzadel (l’Aouzadel) et les Bernous bien qu’ils soient sur la commune de Sougraigne, tant la vie de ses habitants est intimement liée à Fourtou (école, paroisse, courrier, etc.). De ces promontoires on peut voir le pic de Bugarach et les Pyrénées, superbes avec la neige. De même la Font Salée (Sougraigne) a dû être rattachée à certaines époques à la paroisse de Fourtou.
Les bordes : de la Tour, des Violes, la borde de Charles, celle de Martel, et celle de Provenço, la bergerie du Tuc, de Gourgoly, Michalot et d’autres.
Les sources : cf. rubrique hydrographie.
Rochers : roc de Rouby, de Gau, roc Rouge et Roc blanc, le roc de Récaussiéro et roc de la Castille à la Bernède, roc de Gros Jon, roc de Tougnout, roc Del Caunel, roc des Escaïrots,
Des sarrats : dé Baquié, de Bernichou, dé la haillos, de Vinca, dé la brugos, Del Planal, Cocut, Cuqueilh, la serre Canteil.
Lieu-dits et terroirs : le Vigné, la Grange (pourrait être une ancienne possession ecclésiastique), les Espergailhès, Gautié, Farenc, la Boutasse, Cantoulhous (canto loups), la Bétouse (l’Avétouze), la Gourgue, le trou de la Reilhe, le pont de Martel, le Pech de la Paille, la plaine de la Semal.
Passages : Pas du bouchet, col de la Fage, pas de la clapo et pas del miech, pas de la fouiro, col del formigatié, pas del Palenc et pas del Tuli, pas dé la relhe ou traouc dé la relhe.
Les champs : citons en quelques-uns seulement - le champ du clapier (le clapier est un tas de pierres constitué autrefois, l’hiver après les labours, en « espeyran » les champs). Lé prat de l’archevesque à Lauzadel. À Marot : Larigairé, la Fumadeillo, les Guindiés, le Bac, la Souleille, la Bout, la Débauche, le clôt d’Orbieu, le Soula, Rouyré. Et encore lé camp dei Moulis, celui de la Bergnasso, le clot, le campet, la coume, le champ grand, de la doucette, des escarbounières, le planal dé l’Aïrétié, frigolet, de la gréou, dal saumiès, etc.

## Histoire
Bibliographie
« L’Itinéraire en Terre d’Aude » de Jean GIROU
« Vie quotidienne des paysans du Languedoc » de Daniel FABRE et Jacques LACROIX
« Le Conté de Razès » de Louis FEDIE
« Vilatges al pais » Pierre BASCOU, Philippe MARCY (communauté des communes)
« Histoire religieuse de la France Contemporaine » de Gérard CHOLVY et Yves-Marie HILAIRE
« Termenès, fleur d’épine » de Claude PLA
« Bulletins de la SESA », tomes XCIC (1994), XCVI (1996), articles de Pierre BASCOU
Du Moyen Âge au XVIe siècle
Les premiers peuples organisés connus des Hautes-Corbières sont les Ibères, Tectosages, Volques. Narbonne et sa région sont une des plus anciennes conquêtes romaines, cent ans avant J.-C. Les langues locales disparaîtront pour céder la place à un latin altéré. Au Ve siècle, les Wisigoths envahissent le pays avec, à leur tête, Athaulf. Plus tard vient Charlemagne, etc.
Au Moyen Âge, le territoire de Fourtou était constitué de deux villages distincts établis sur deux sites, Les Aygues et le Castlar, tous deux contrôlés par les seigneurs de l’important château d’Auriac et les archevêques de Narbonne.
Les Aygues
En 1094, les seigneurs d’Auriac, Bernat et Bertrand donnent au monastère de Cubières l’église de Saint-Paul des Aygues. En 1133, les droits sur la seigneurie des Aygues sont légués à l’archevêque de Narbonne. Les Aygues devient un fief de ces prélats. Le livre vert de l’archevêque de Narbonne publié par Paul Laurent, p. XX, cf. réf. ci-dessus, énumère ses possessions à Las Egues : « une maison pour mettre le blé, les deux prés de Fourtou, le pré du pla de l’Egue, la terre de rapassol, les pâturages et forêts de Joncarols et de Fourtou, un moulin ».Fourtou, Auriac, Albières et Cubières sont « des domaines de maigre apport, mais ce sont des terrains de forêts et de chasse, et les archevêques semblent tenir à ces revenus » (armature féodale des Hautes-Corbières, Paul Cayla).
Durant les guerres albigeoises, Simon de Montfort traverse cette région et loge hommes et chevaux dans l’église de la Mouline, se rendant vers Termes qu'il prendra en 1210. En 1227, l’archevêque de Narbonne réclame toujours contre l'occupant qui « détinet contra justiciam castrum Auriaci et Egas quod spoliavit ». Le roi de France qui va définitivement mettre la main sur le Languedoc lui donnera satisfaction plus tard.
En 1321, les habitants des Aygues sont tenus de donner chaque année à l’archevêque de Narbonne une certaine quantité d’écuelles et de coupes sculptées (probablement en bois de buis).
Le lieu est encore cité notamment : Rector de Equabus (Las Egues) 1351 (archives Vatican collection) ; Locus de Equabus 1360 (arch. Aude g2, FF39 et 40) ; Las Egas, XIVe siècle (arch. com Narbonne AA1D8 P 39) ; Lhas Egas 1538 (arch. Aude C. arch. dioc. Narbonne).
Les Aygues fut donc le village primitif avant le village actuel de Fourtou. Situé en amont de la petite église, et dominant la vallée. Un procès-verbal de 1404 indique que le recteur y avait sa maison presbytérale. Cf. rubrique église.
Le château
Le château ou casteillas était un petit château situé sur un éperon rocheux dont il épouse les formes. Il n’en reste que quelques substructions. Bâti vers le Xe siècle, ce castrum contrôle les vallées et les chemins reliant Peyrepertuse et Auriac ; il fait partie des citadelles-frontières face au royaume d’Aragon. Il est possible qu’il occupe l’emplacement d’un oppidum plus ancien. Il comprend une chapelle rectangulaire avec un chœur à l’extrémité de l’arête rocheuse. Son enceinte devait avoir cinq ou six mètres d’élévation. Les assises conservées sont percées de nombreuses petites fentes de tir ou archères dont l’une subsiste. De ce donjon, on doit pouvoir communiquer par signaux avec les autres forts voisins de la ligne de frontière fortifiée : Auriac, Peyrepertuse, Le Fort. Les signaux consistent en feux visibles le jour par la fumée et la nuit par la lumière.
Comme c’est fréquent ; un village castral s’est aggloméré autour du château. Plan cadastral section OB limite 204/221.
En 1182, le seigneur Amiel d’Auriac jure fidélité au vicomte de Béziers, Roger II pour ce castlar. Les possesseurs étaient des sous-vassaux assez obscurs pour ne pas avoir laissé de traces dans l’histoire.
En pleine guerre albigeoise, un acte de 1247, entre Guillaume de Narbonne et Bertrand d’Auriac, oblige le seigneur à remettre les clés des forteresses et à rendre hommage à l’archevêque toutes les fois qu’il en serait requis (inventaire Roque). Le seigneur s’engageant « à lui faire albergue », à lui et ses armées et lui permettre les criées. La guerre finie, le sieur archevêque Guillaume s’engage à rendre clés et forteresses. L’acte précise que la moitié des vautours et éperviers seront retirés des nids, exigeant peaux des ours, épaules des sangliers ainsi qu’une coupe de bois sur tous les hommes desdits lieux et lui, Bertrand d’Auriac, une autre coupe.
L’an 1268 mentionne une visite épiscopale à Fourtou. L’acte nous apprend que l’archevêque, étant entré dans la tour du château de Fourtou, fit mettre sa milice au-dessus « d’icelle », faisant crier par plusieurs fois : « Narbonne ! Narbonne ! St-Just ! St-Just », ce qui produisit un attroupement des habitants, de qui il reçut hommage et serment. L’archevêque se rendit ensuite à l’église des Aygues où, là aussi, il reçut de la part des habitants hommage et serment de fidélité.
En 1358, la peste entraîne une désertification totale de l’ancien castlar. Les actes de la fin du Moyen Âge ne font en effet état que du lieu des Aygues et de son église. En 1538, Les Aygues et le castlar sont en ruines de même que le château d’Auriac. Les troupes espagnoles incendieront plusieurs villages, Arques par exemple, au cours des années 1530-1543.
Dans l'ouvrage Montaillou, village occitan, qui traite des hérétiques entre 1290 et 1320, Fourtou n'est pas cité. Arques et Cubières étant souvent mentionnés, on peut facilement imaginer qu’il y a eu des Cathares à Fourtou.
Vers 1550, création des Verreries des Hautes-Corbières.
Vinrent les guerres de Religion qui mirent le pays à feu et à sang. En juillet 1573, les huguenots (protestants) venus de Bugarach s’emparent du village, ils y resteront sept ans, utilisant celui-ci comme base pour leurs opérations de razzia et de pillage.
En 1580, Gaston de Niort, seigneur de Caramany, se charge de chasser les protestants de Fourtou. Il met le siège devant le village et réussit à s’en emparer, celui-ci fut alors détruit et sa garnison massacrée. Le village est reconstruit au cours des années suivantes. On édifie de nouvelles églises à Fourtou et à La Mouline (sur la carte de Cassini on lit « Les Egues vulgo (vulgairement) La Mouline ».
Le territoire de Fourtou se repeuple au cours des années suivantes grâce à l’arrivée de colons originaires, pense-t-on, du Massif central et de Gascogne.
En 1608, Jean de Brunet, seigneur d’Auriac possède de nombreuses terres. Il achète et vend la laine, les brebis, les agneaux, les céréales, la farine.
XVIIe et XVIIIe siècles
Un article d’André Lagarde paru dans la revue « Occitans » mentionne d’importantes migrations de population qui du XVIe au XVIIIe siècle sont parties de la Gascogne et ses pays garonnais vers l’est. Il est probable que parmi ces migrants, quelques-uns se sont arrêtés à Fourtou.
Citons le cas de Jean et Raymond Bascoul : « Fief d’une maison à Las Egues au lieu-dit à la Mouline, un pred dit l’hyière de Fourtou contenant 3 cesterées à la charge de 6 deniers par cesterée, un champ derrière l’église de Las Egues de deux cesterées, un champ près des murailles du château d’Auriac de 17 cesterées, un champ et hière contre les murs d’Auriac de 3 cesterées, Herm (en friche) al solas de can Vignon audit terroir d’Auriac ». L’inventaire Roque nous apprend ainsi l’installation de ce nouveau venu en récapitulant l’ensemble des biens dont il a jouissance. Il est autorisé à construire sa maison où se trouve aujourd’hui les ruines de la borde « le Basque ».
En 1630, on signale une épidémie de peste. - Un acte de l’an 1631 nous apprend la nomination d’un vicaire perpétuel à Fourtou et aux Aygues. - 1643 : rattachement à la sénéchaussée de Limoux.
L’élevage ovin est la principale ressource avec la culture des céréales. Les gros propriétaires (ménagers) sont peu nombreux. Les nobles et l’église sont encore de puissants possesseurs des terres. Dans les actes paroissiaux 95 % des travailleurs sont « brassiers ». On se loue en groupe pour aller moissonner dans la plaine languedocienne en juin, puis on revient au village où les récoltes sont plus tardives.
On pratique le contrat de « gazaille », location de cheptel à mi-fruits par un propriétaire à un berger, le plus souvent pour six ans. En même temps, dans la majorité des cas, le preneur se reconnaît débiteur vis-à-vis du propriétaire d’une somme « reçue de pur et amiable prest » qu’il s’engage à rembourser au plus tard au terme du contrat. On défriche, on surexploite la forêt.
En 1792, un arbre de la liberté est planté sur la place.
Vie quotidienne au XIXe
Plusieurs soldats de Fourtou sont morts durant les guerres napoléoniennes. L’ouvrage « L'Aude sous le Consulat et l'Empire » en mentionne sept : Cros Pierre 22 ans 93e RI de ligne Strasbourg 28/2/1814 dysenterie, Cravette André  22 ans 7e RI de ligne Douai 1/2/1806 fièvre, Delmont Jean-Pierre 22 ans 62e RI de ligne Naples 15/1/1807 fièvre, Guichou Pierre 22 ans Garde nationale Aude Barcelone 4/9/1808 fièvre, Cros Jean-Pierre 26 ans 119 RI de ligne Bayonne 21/4/1814 fièvre, Raynaud Jean-François 19 ans 5e légion de réserve Grenoble 27/9/1807 non précisée, Barreau Jacques 19 ans 23e RI de ligne Suze Italie 25/12/1809 scorbut ; RAYNAUD Antoine, 11.1.1812, d'un coup de feu, en Navarre (détails sur AD 11 100NUM/AC155/1E5 p 189 g).
Au village, des maisons sont bâties en amont et cela jusqu’au milieu du XIXe siècle pour atteindre son extension maximale en 1846 avec 420 habitants. Une délibération du conseil municipal du 15.7.1883 p. 12d et s. nous précise : 304 hab dont 140 au village et 164 dans 20 hameaux, 2 000 bêtes à laine.
L’école est devenue obligatoire et gratuite. Mais chaque élève apporte une bûche pour chauffer la pièce. On interdit de parler le patois et ce sera sa perte. La nouvelle école laïque est construite en 1886. La mairie sera accolée à l’école.
Les chemins vicinaux sont aménagés et quelques petites routes ouvrent le pays, jusqu'ici très enclavé, sur l’extérieur. En 1865 est enfin terminée la seule voie importante de Narbonne à Couiza, en passant par Mouthoumet. Fourtou est à l’écart. La route venant de Sougraigne sera rendue carrossable seulement en 1897 (cf. délib. Conseil municipal).
La peste est définitivement vaincue mais une épidémie de choléra se répand en 1854. Son isolement protège Fourtou des épidémies plus fréquentes en plaine et les maladies infantiles saisonnières y sont souvent évitées.
Les petits enfants portent une robe unisexe. Longtemps l’école est facultative et payante ; et on y envoie d’abord les garçons sacrifiant les filles. Celles-ci sont initiées aux tâches ménagères et préparent leur trousseau de mariage. L’église conserve encore une forte emprise. Les cérémonies de première ou deuxième communion sont un grand évènement.
En Basses-Corbières, La vigne s’est substituée au blé et, en l’espace de deux décennies (1860-1880) devient une monoculture. On n’ira plus moissonner mais vendanger.
Le pain est pétri et cuit à la maison. On tamise la farine au « cernéïré », énorme entonnoir muni d’une fine toile métallique. Il faut chauffer le four 24 h à l’avance. Cette tâche est dévolue aux femmes.
Ni eau courante, ni commodités, pas de chauffage hormis la grande cheminée. Le soir on remplit de braises une bassinoire, récipient en cuivre suspendu dans une armature en bois léger. C’est le « moine, mounge » utilisé pour réchauffer l’intérieur des lits en hiver.
XXe siècle
L'électricité arrive à Fourtou en 1902 (cf. délib.Conseil municipal). La commune paiera 50 f pendant 20 ans, contre une concession de 60 ans qui fournit gratuitement l'éclairage public du village. Les écarts seront alimentés à partir de 1934.
L’exode s’accélère. Il semble que les jeunes filles partent les premières tant on compte de garçons célibataires, une vingtaine dans les années 30, une douzaine en 1940 sur une population déjà réduite.
Les cafés-épicerie du village ferment par manque de clientèle et des épiciers viendront avec leurs camions, plus rarement des bouchers. Comme on ne fait plus son pain, le boulanger de Rennes-les-Bains ravitaille le village une fois par semaine. On accourt à son klaxon. On fourre les grosses miches dans des grands sacs de toile. Robert regagne Marot à pied, le sac sur son dos. On achète une « fougasso » (sorte de pain amélioré tressé à ne pas confondre avec la fouace Rouergate par exemple) qu’on déguste le soir même. Mais attention le lendemain, il faut terminer le pain de la semaine précédente.
À table, c’est le chef de famille qui gère le pain ; il le coupe après y avoir tracé une croix avec son couteau, il le signe. Le pain est sacré.
Jusque dans les années soixante, il vient un cinéma itinérant.
Les colporteurs d’antan vont disparaître : le rémouleur, l’étameur (estamarou), le peillarot qui criait « pel de lapin, pel de cagnot ».
Le confort moderne et la société de consommation ont du mal à s’implanter, on reste sur les habitudes anciennes. On parle toujours le patois entre soi. Jusque vers 1960 les habitations sont dépourvues de toutes commodités.
Des musiciens locaux faisaient danser la jeunesse, souvent au son d’un seul instrument, accordéon ou clarinette. On se déplace en bande à pied aux fêtes alentour. Un arrêté municipal de 1904 réglemente la fête du 9 au 12 octobre.
La télévision va supplanter les traditionnelles veillées au coin du feu. On y parlait de l’ancien temps. Les grand-mères, admirables conteuses, brodent sur de vieilles histoires cent fois répétés et mais on parle peu de politique. Les enfants sont présents et me perdent pas une miette des histoires des grands. Puis on endort les tout-petits par une comptine :
« Nen nen pétitou, »
« la mama es al cantou, »
« Qué fa quéiré lé millassou  / qu’endourmis lé pétitou, »
« Lé papa es a la casso, »
« Pourtara uno bécasso »
« Sus la punto dal couteil. »
Difficile de faire venir un médecin à Fourtou ; on se décide à la dernière extrémité. On connait les plantes médicinales et bien qu’interdits depuis 1892 on consulte encore les guérisseurs et rebouteux. Les éleveurs de brebis savaient administrer les piqûres : Théodore du Fort et Alcide pour les derniers. Quelques privilégiés sont détenteurs d’un « secret » qui arrête un mal, brûlure, entorse, piqûre, hémorragie nasale, fièvre, ou soulagent une bête souffrante ou en couches. Ces secrets consistent, la plupart du temps, en des signes de croix sur la partie malade, accompagnés à voix basse de la formule de prière, qui est l’essence du « secret ». Le secret ne sera transmis qu’à une seule personne.

## Politique et administration

### Découpage territorial
La commune de Fourtou est membre de la communauté de communes du Limouxin, un établissement public de coopération intercommunale (EPCI) à fiscalité propre créé le 2 décembre 2016 dont le siège est à Limoux. Ce dernier est par ailleurs membre d'autres groupements intercommunaux.
Sur le plan administratif, elle est rattachée à l'arrondissement de Limoux, au département de l'Aude, en tant que circonscription administrative de l'État, et à la région Occitanie.
Sur le plan électoral, elle dépend du canton de la Haute-Vallée de l'Aude pour l'élection des conseillers départementaux, depuis le redécoupage cantonal de 2014 entré en vigueur en 2015, et de la troisième circonscription de l'Aude  pour les élections législatives, depuis le redécoupage électoral de 1986.

### Liste des maires
| Période                                  | Période  | Identité      | Étiquette | Qualité |
| ---------------------------------------- | -------- | ------------- | --------- | ------- |
| mars 1983                                | ?        | Louis Argence | PS        |         |
| mars 2001                                | En cours | Bernard Cros  |           |         |
| Les données manquantes sont à compléter. |          |               |           |         |

13 maires se sont succédé à Fourtou de 1845 à nos jours :
- Jean Guillautou 1 mandat,
- Jean-Jacques Delbourg 2 mandats,
- Prospert Guichou 4 mandats,
- Jean Gau 2 mandats,
- Etienne Cube 2 mandats,
- Jean-Pierre Sournia 2 mandats,
- Pascal Alberny 3 mandats,
- Paul Alberny 7 mandats,
- Jean Olive 1 mandat,
- Paul Malet 1 mandat,
- Albert Chaluleau 3 mandats,
- Louis Argence 3 mandats,
- et Bernard Cros l'actuel maire.

Beaucoup de réalisations ont été effectuées par ces premiers magistrats de la commune. Pascal Alberny à fait construire l'école 1884-1886 pour un coût de 24 269,26 francs, il a fait amener l'eau au village en captant une source aux Violes avec construction d'un lavoir, d'un abreuvoir et deux fontaines. Paul Alberny, de 1896 à 1946 durant ses 7 mandats, a fait de nombreuses réalisations, l'électrification des campagnes, des chemins affectés à la circulation automobiles sur les domaines du Pech, l'hermita, de l'héritier. Permis de recherche de mines de sel de potasse, et de pétrole aux Violes, en 1937. Création d'une agence postale en 1931. Jean Olive a fait amener l'eau courante du village. Paul Malet a fait goudronner les rues du village. Albert Chaluleau à fait construire un chemin entre le village et le domaine de Marot. Louis Argence a fait capter les sources de La Tour par canalisations a fait amener l'eau au réservoir du village pour remplacer le captage des Violes devenu non potable.
Il a fait goudronner une partie des chemins de campagne. Bernard Cros a fait enfouir les lignes électriques du village, il a refait le tout à l'égout avec fosse d'épuration, et fait construire une mairie neuve, à fait agrandir la salle polyvalente, à fait construire deux logements sociaux.
Résumé des délibérations du conseil municipal et liste des maires et conseillers :
https://fr.geneawiki.com/index.php?title=D%C3%A9lib%C3%A9rations_du_Conseil_municipal_de_Fourtou

## Population et société

### Démographie
| 1793 | 1800 | 1806 | 1821 | 1831 | 1836 | 1841 | 1846 | 1851 |
| ---- | ---- | ---- | ---- | ---- | ---- | ---- | ---- | ---- |
| 350  | 377  | 357  | 423  | 407  | 408  | 413  | 420  | 412  |

| 1856 | 1861 | 1866 | 1872 | 1876 | 1881 | 1886 | 1891 | 1896 |
| ---- | ---- | ---- | ---- | ---- | ---- | ---- | ---- | ---- |
| 392  | 405  | 385  | 344  | 299  | 304  | 314  | 305  | 274  |

| 1901 | 1906 | 1911 | 1921 | 1926 | 1931 | 1936 | 1946 | 1954 |
| ---- | ---- | ---- | ---- | ---- | ---- | ---- | ---- | ---- |
| 263  | 269  | 254  | 187  | 163  | 158  | 137  | 106  | 71   |

| 1962 | 1968 | 1975 | 1982 | 1990 | 1999 | 2004 | 2006 | 2009 |
| ---- | ---- | ---- | ---- | ---- | ---- | ---- | ---- | ---- |
| 54   | 42   | 42   | 46   | 58   | 53   | 50   | 48   | 62   |

| 2014 | 2019 | 2022 | - | - | - | - | - | - |
| ---- | ---- | ---- | - | - | - | - | - | - |
| 69   | 78   | 78   | - | - | - | - | - | - |

### Enseignement[46]
Avant 1886 l’enseignement public était dispensé dans une maison prise en location par la commune. Les locaux prêtaient souvent à désirer. Le 19.5.1878 p. 5d, Le Conseil municipal (Etienne CUBE maire) confie à Jean-Baptiste POUS, géomètre du Puget, d’étudier le projet d’une école. Les discussions avec l’Administration n’aboutissent que fin 1884 (Pascal ALBERNY maire). La construction est élevée sur un terrain vendu par Etienne CUBE et se termine en septembre 1886. Décompte final 20 759 f, terrain et architecte (POUS) compris. L’État a subventionné 12 000 f (conseil du 12.9.1886 p. 42d). L'école fermera en 1960.
Vers 1886/87, une deuxième école est ouverte au Puget, quand la population était à son plus haut niveau. Elle ferme temporairement (conseil municipal 10.12.1924). Elle rouvre en 1927 (cons. municip. 21.8.1927) mais fermera définitivement peu d'années après.

## Économie

### Emploi
| Division       | 2008   | 2013   | 2018   |
| -------------- | ------ | ------ | ------ |
| Commune        | 2,3 %  | 12,1 % | 0 %    |
| Département    | 10,2 % | 12,8 % | 12,6 % |
| France entière | 8,3 %  | 10 %   | 10 %   |

En 2018, la population âgée de 15 à 64 ans s'élève à 38 personnes, parmi lesquelles on compte 66 % d'actifs (66 % ayant un emploi et 0 % de chômeurs) et 34 % d'inactifs,. Depuis 2008, le taux de chômage communal (au sens du recensement) des 15-64 ans est inférieur à celui de la France et du département.
La commune est hors attraction des villes,. Elle compte 26 emplois en 2018, contre 12 en 2013 et 10 en 2008. Le nombre d'actifs ayant un emploi résidant dans la commune est de 30, soit un indicateur de concentration d'emploi de 88,2 % et un taux d'activité parmi les 15 ans ou plus de 48,5 %.
Sur ces 30 actifs de 15 ans ou plus ayant un emploi, 21 travaillent dans la commune, soit 70 % des habitants. Pour se rendre au travail, 69,7 % des habitants utilisent un véhicule personnel ou de fonction à quatre roues et 30,3 % n'ont pas besoin de transport (travail au domicile).

### Activités hors agriculture

#### Secteurs d'activités
Onze établissements sont implantés à Fourtou au 31 décembre 2019. Le secteur du commerce de gros et de détail, des transports, de l'hébergement et de la restauration est prépondérant sur la commune puisqu'il représente 63,6 % du nombre total d'établissements de la commune (7 sur les 11 entreprises implantées à Fourtou), contre 32,3 % au niveau départemental.

#### Artisanat et autres exploitations[47]
Les artisans ont pour mission essentielle de servir à la population locale. Au XIXe siècle, Fourtou compte trois cordonniers, un ou deux forgerons, un menuisier, un maçon, un tisserand, un tailleur, un bucheron, un fabricant de peignes en buis. Il y eut un four à chaux à la Souleille et vers 1700 un armurier selon les actes paroissiaux.
Le cordonnier se déplaçait dans les campagnes et villages voisins afin de livrer ses productions, prendre les commandes et les souliers à réparer. Le dernier est mort en 1950. Le forgeron utilisait au Parégot une meule actionnée par le ruisseau pour aiguiser tous les outils agricoles (faux, serpes, faucilles, faoussarts, etc.) [le faoussart est une sorte de machette à lame épaisse, très solide, à bout recourbé, qui permet d’ébrancher efficacement, très utile pour « faire la rame pour les lapins »]. Il fabriquait quelques outils qu’il vendait à Couiza. Après la disparition du « faouré » en 1955, le trobal (travail à ferrer) restera en place et la forge sera encore utilisée pour ferrer les vaches par quelques agriculteurs qui maitrisaient ce savoir.
À part les tourneurs qui fabriquaient des objets en bois, de la vaisselle et surtout des sabots et devaient vendre leur production au loin, on ne trouve pas, ou très peu d’artisanat tourné vers la vente hors du village, comme de nombreux tisserands à Brenac, ailleurs des tanneurs ou des drapiers. On fonctionne en circuit quasiment clos, l’éloignement des grands centres expliquant cette situation.
Les artisans ont tous leur jardin et même plus, quelques bouts de champs pour produire du grain pour leur indispensable basse-cour et leur cochon, mais ils n’ont pas les moyens agricoles. Ils procèdent alors à des échanges de leurs produits ou art contre des journées de labour ou de transport de récolte ou de bois pour le chauffage.
Trois cafés-épicerie, ont fonctionné dont l’hôtel Cros qui sera le dernier en exercice en 1946/47. On y faisait griller le café dans une boule devant la porte.
On a aussi un curé, un arpenteur, un enseignant (souvent jeune débutant dont plusieurs se marieront à Fourtou, avant de le quitter), un garde-champêtre, un voiturier.
Dans les années trente du XXe siècle, notamment dans la vallée du Mounac des ouvriers italiens produisent du charbon de bois. Ils vivent dans des huttes ou cabanes qu’ils ont construites eux-mêmes. Et vers les années 60, de nombreux hectares libérés par l’abandon des cultures seront replantés en résineux, épicéas principalement.
Très antérieurement, il y eut des verriers. Au Moyen Âge, la noblesse féodale a décrété que les titres et droits seraient perdus pour tout noble qui exercerait un métier ; d’où la ruine de nombreux nobles. Une seule exception : le métier de verrier. Dès 1565 la famille De Robert (seigneurs de las combes) a exercé cette activité à Fourtou et dans les villages alentour. Des traces de fours ont été repérées au Violes. Les actes paroissiaux mentionnent cette famille par exemple entre 1682 et 1708, à la verrerie de Fourtou, aux salines, au Bourrasset (lieux maintenant de Sougraigne). Des témoignages parlent aussi d’une « combe dal veyré » près de l’hermita. [La coume d'al beiré est mentionnée et située au conseil municipal en 1854, p. 27]. Les verriers ont besoin de beaucoup bois pour chauffer le sable. Ils déplaceront leur activité en fonction des ressources disponibles. Voir l’important article sur cette profession.
La saline – La pittoresque source salée de la Sals se situe sur la commune de Sougraigne, à mi-chemin des deux villages. On y a produit du sel pendant des siècles et le siège de la brigade de surveillance était implanté à Fourtou. Les actes paroissiaux y mentionnent régulièrement les gardes à sel (gabellous). Ce produit précieux et fortement taxé faisait l’objet de contrebande. La métairie de la fontaine salée était, au XVIIIe siècle, la propriété de la comtesse de Hautpoul de Seyres, née Montesquieu.
Forage aux Violes - Vers 1928, une société de potasses du nord vint forer aux Violes, espérant que le sous-sol contiendrait de la potasse ou du pétrole. Les ouvriers logeaient au « presbytère » et une femme leur faisait la cuisine. Les ingénieurs logeaient à l’auberge Cros où on avait installé une machine à sous par la maison Philips de Lézignan. On a foré jusqu’à 250 mètres. Des villageois y ont été employés, notamment au transport des matériels. Après cinq ans de travaux, on ne trouva que du sel. Parcelle cadastrale OB 067, près de 0B 070.

### Agriculture
|                                   | 1988 | 2000 | 2010 |
| --------------------------------- | ---- | ---- | ---- |
| Exploitations                     | 12   | 9    | 7    |
| Superficie agricole utilisée (ha) | 695  | 810  | 538  |

La commune fait partie fiscalement de la petite région agricole dénommée « Pays de Sault ». En 2010, l'orientation technico-économique de l'agriculture  sur la commune est l'élevage d'herbivores hors bovins, caprins et porcins. Sept exploitations agricoles ayant leur siège dans la commune sont dénombrées lors du recensement agricole de 2010 (douze en 1988). La superficie agricole utilisée est de 538 ha.

#### Évolution de l'agriculture
La fin d’une civilisation rurale millénaire
Fourtou n’est pas un cas isolé, mais constitue un bon exemple de la désertification des Hautes-Corbières. L’exode rural a fait diminuer la population de plusieurs villages de 400 à 50 habitants en un siècle à peine. La situation connait une stabilisation récente. L’économie qui subsiste se résume à deux éleveurs bovins.
L’histoire et les pratiques anciennes méritent d’être consignées.
Longtemps tous les travaux étaient exécutés à la main, mis à part le seul labour probablement. On utilise les faux (dalhas), faucilles (oulam), rateaux (la raspina), bêches, houes, etc. Les transports étaient assurés à dos d’âne ou de mulet, voire à dos d’homme chargé d’un « bourras ». On cultive essentiellement les céréales (blé, orge, seigle, avoine/sibada, paumelle/parmoula), ainsi que du maïs, pommes de terre, haricots, betteraves, navets, etc. Il faut produire beaucoup de foin pour alimenter les troupeaux de bovin et brebis pendant l’hiver. Il y eut des vignes jusqu’à deux hectares à la Mouline, au Vigné, à la Boutasse, mais on devait se contenter d’un vin bien léger. Il y a des arbres fruitiers (pruniers, cerisiers, figuiers là où l’altitude le permet, la Mouline, les Héritiers. On a des ruches (les bucs – quelquefois des troncs creux, mot d’origine gauloise) dans la plupart des familles. Récolter le miel se dit « brescar ».
Puis vint une première mécanisation, tardive au regard des avancées des pays de plaine. Des faucheuses, moissonneuses, râteaux faneurs seront tirés par des vaches, ou des bœufs pour les plus grosses exploitations, plus rarement des chevaux. On a donc moins besoin de main-d’œuvre et l’exode est déjà en marche. La deuxième phase de mécanisation (tracteurs, moissonneuses-lieuses) n’aura pas lieu. Le terrain ne s’y prête pas : champs exigus et en pente, chemins de même ; à Marot vers 1960 on fauche encore à la faux et on utilise toujours des traineaux sur certaines parcelles. La survie de cette agriculture est impossible.
L’attelage de vaches est le partenaire de l’agriculteur : les vaches ont un nom. On trouve Marquise, Mignonne, Fauvette, Brunette, Grisette, etc. Ce sont souvent les enfants qui nomment les animaux nés à la ferme. D’autres noms ont une origine plus ancienne et on a perdu leur sens : Pardou, Poulie, Mourè, Gaïjou. Pour les bœufs qui sont très rares ce sera plus viril : Courbé à cause de ses cornes rentrantes, Mascard pour ces cernes foncés.
« Las jugnos, junhos » sont les lanières de cuir qu’on resserrait autour du joug pour l’assujettir au front et aux cornes ; « lé mouscail » voile qu’on mettait sur les naseaux et les yeux des vaches pour leur épargner les mouches ; lé moural (panier troué qu’on attachait à la tête de l’animal pour l’empêcher de manger) ; les cloches : « las soubarbos » (en laiton) et aussi « esqueïllos ». Le paillat est la litière des vaches.
« La guido » longue pièce de bois (timon) à l’avant de l’engin tracté, amarrée au joug par la ronda et la cabilla ; « lé mécanico ou enrayado » qui est le frein qui sert à retenir une charrette lourdement chargée dans une descente. La tavelle : barre de fer, près de 1 m sur 2,5 cm de diamètre pour actionner le treuil des charrettes pour attacher le chargement de fourrage ou de gerbes.
Quant à l’aiguillon, c’est « l’aïguillou » ou le punchou qu’on doit manier avec délicatesse. On disait à l’attelage, pour le faire avancer « saa » ou bien « fai tirar », et arrè pour reculer. Pas de mot pour droite et gauche, l’attelage suit le guide. On dit ataouler ou faïre un aboucat quand une charrette verse. C’est très rare : on en parle donc pendant des années : aqui, en dacos (untel) a ataoulat.
La moisson
Après avoir rentré le fourrage de mai à juillet, arrive en plein été le temps de la moisson. A l’origine tout est manuel. Trois coupeurs « les ségaïrés » moissonnent avec l’oulam, grande faucille, utilisée par tradition plus que la faux qui produit une javelle moins soignée. Ils sont suivis par une lieuse, qui se saisit de la javelle et va la lier en gerbe au moyen d’un lien (lé ligam) qu’elle confectionne avec deux poignées d’épis liées. Le lien entoure la gerbe et sera noué au moyen de « la bilho », bâton de buis parfaitement poli. Ces travaux nécessitent une incontestable habileté.
Sur les grandes exploitations des saisonniers sont engagés à la louée. Ils s’installent souvent dans les paillers. À l’aube, on sonne le cagarot (Hermita) pour le départ.
Plus tard on va utiliser la faucheuse, équipée en moissonneuse, tirée par les vaches menées souvent par les enfants. Comme ils l’ont vu faire pendant toute leur enfance, ils le font sans aucune difficulté. Il suffit d’avoir d’assez bonnes jambes pour marcher devant l’attelage sans faiblir, sur un terrain difficile. Plus de main d’œuvre saisonnière à cette époque : on fait appel à la mobilisation de toutes les forces du village. Il faut environ quatre lieurs pour une machine qui moissonne. Souvent les personnes seules et âgées (hommes ou femmes) viennent lier, pour la famille ou les voisins. Elles reçoivent en contrepartie une aide, par exemple pour couper et transporter le bois de chauffage auquel elles ont droit sur la forêt communale.
Les gerbes sont mises en « mountos » qui vont sécher sur place. Ce sont des tas en forme de toit à deux pentes, mais certains construisaient une forme de croix assez complexes. Ensuite on transporte les gerbes à l’aire de dépiquage. La plupart des gerbiers « garbiés » étaient ronds et pointus, mais Jean les faisait rectangulaires en forme de toit pour terminer.
Le battage
Bien loin sont les fléaux ou le dépiquage en faisant marcher les vaches sur les épis. Il y eut une batteuse au Parégot et aux Héritiers. Les derniers battages, vers 1965, sont effectués par une entreprise de travaux agricoles de Limoux qui réalisait une tournée. Elle commençait dans les villages de la vallée, aux moissons plus précoces, puis montait en suivant la vallée de la Sals, de fermes en villages. Elle se terminait à Fourtou au mois de septembre. C'était une fête. Les enfants se disputaient car tous voulaient voir le battage et aucun ne voulait garder les vaches ou les brebis ces jours-là.
Le village se mobilisait : chaque homme avait son poste d'année en année. Deux hommes étaient sur les gerbiers pour alimenter le tapis roulant. Ernest, à l'ouverture en haut, coupait le lien de la gerbe qui entrait dans la batteuse. Etienne surveillait la sortie du grain dans les sacs, les attachait et les rangeait. Jean s'occupait des fils de fer pour attacher les balles de paille ; il les introduisait dans une filière ad hoc. Une autre équipe transportait sacs de grain et balles de paille au village avec leurs charrettes. Pendant ce temps les cuisinières s’affairent car tout ce monde se précipite à table affamé.
Les moulins
Jusqu’au XIXe siècle, le meunier est un artisan dont la position sociale est prestigieuse. Il est indispensable, passant dans les fermes, avec son farinel pour le ramassage du grain ou la livraison de la farine. Les paysans s’écrient alors : « Moulinier, curo graniér ! » (Meunier, vide grenier !). La mauvaise réputation du meunier n’est plus à faire : « hé qu’un panaïré ! » (quel voleur !).
Vers la fin du XIXe siècle, la fabrication familiale du pain a, à peu près, disparu ; l’exode a commencé ; le boulanger achète sa farine au minotier et les meuniers perdent leur clientèle. La période de 1910 à 1940 a vu leur fermeture. Celui de la Mouline, Jacques Toussaint BAILLAT, se reconvertit, broyant des céréales destinées à la nourriture des animaux, des porcs en particulier, dont il fera ensuite le commerce. Avec une jardinière il parcourt les foires. Il meurt en 1933. Antérieurement le dernier meunier du Parégot fut Jacques BELOT.
Les échanges commerciaux
On vend des agneaux, des veaux, puis les vaches et brebis de réforme. Les céréales sont en général auto-consommées, ainsi que le fourrage. On en vend (ou échange contre du vin) au « pays bas », les Corbières viticoles, qui utilisent de nombreux chevaux. On ramasse des champignons (les fameux mousserons) ou des fraises des bois qu’on peut vendre à des restaurants.

## Culture locale et patrimoine

### Lieux et monuments

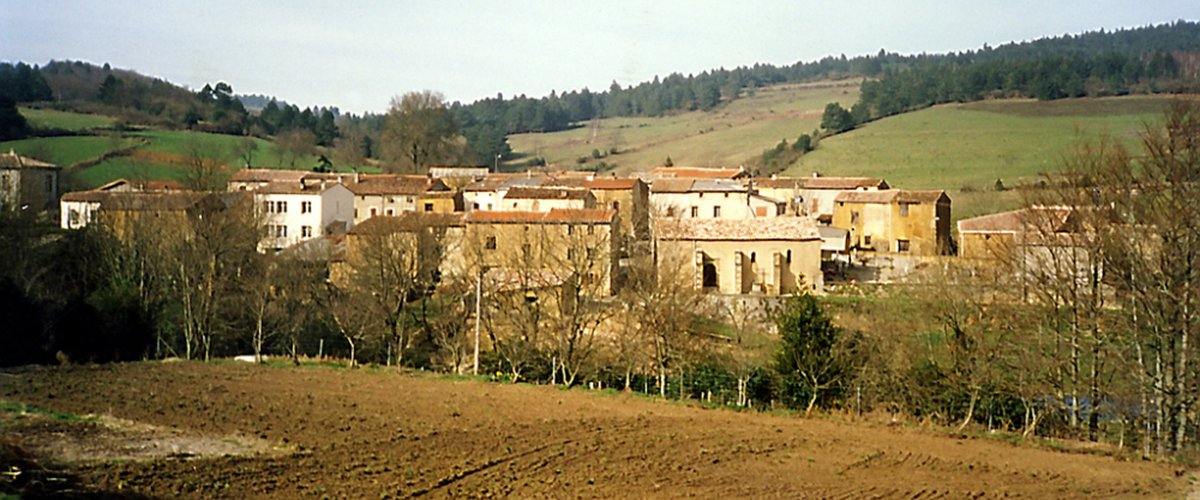
Village.

- Promenons-nous à Fourtou. Le sens de la pente est la composante essentielle de la façon de s’orienter des anciens du village. Celui-ci est bâti sur un versant assez pentu exposé au soleil. Donc on se déplace à l’intérieur toujours vers en haut ou vers en bas. Il en est de même quand on en sort par la route, on a été vu vers en haut (le col de la Fage) ou vers en bas (La Mouline). En revanche pour les déplacements lointains on part toujours vers en bas : Couiza, chef-lieu de canton, ou les Corbières viticoles qu’on appelait le Pays Bas. Et bien logiquement quand on vient ou revient, on monte à Fourtou. Mais n’exagérons rien, Fourtou n’est pas une véritable montagne, bien que le climat y soit plus rigoureux que dans l’ensemble du Languedoc puisque l’habitat et le terroir cultivé se situent entre 7 et 800 m, le Pech de la Paille culminant à 924 m.

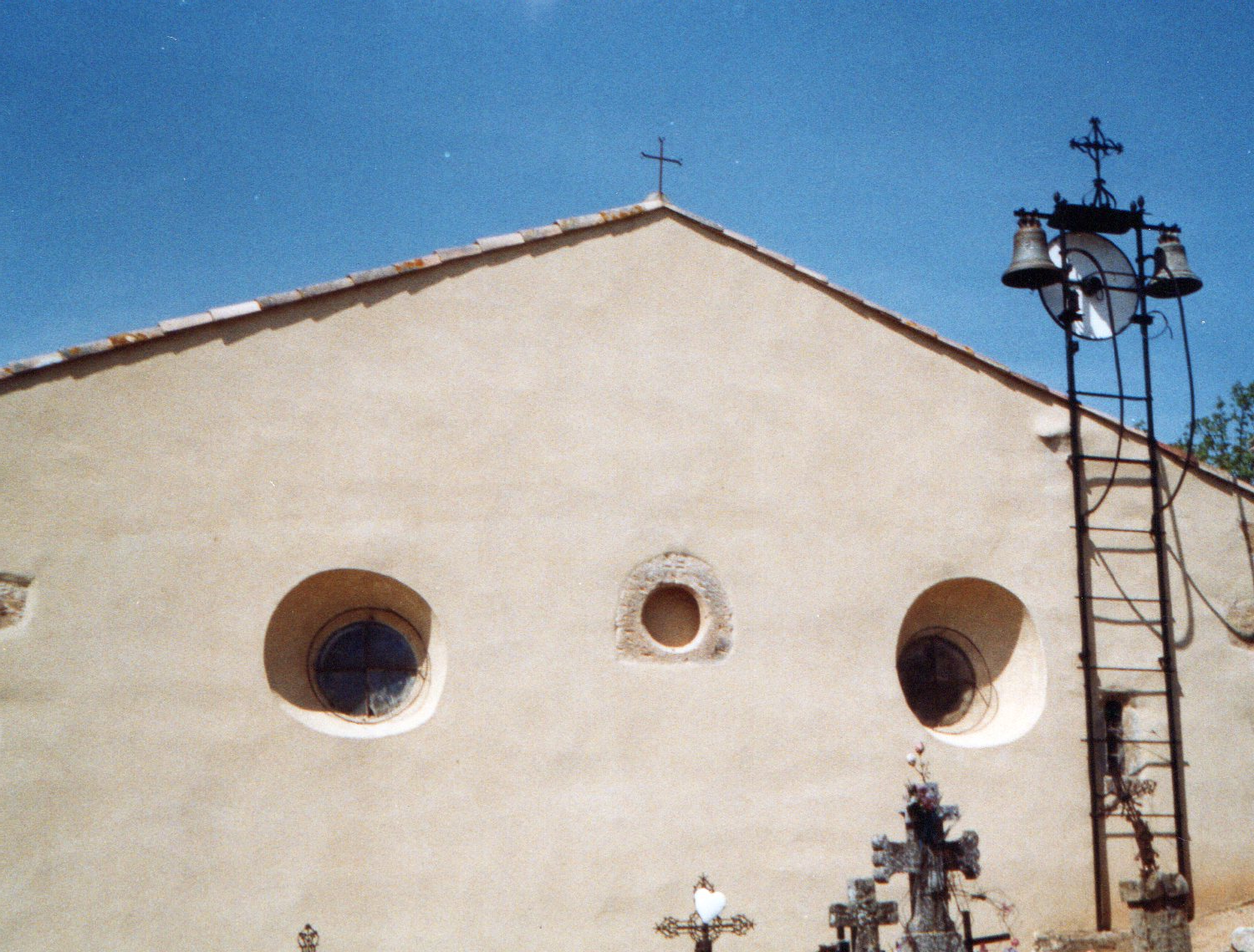
Église du village, les cloches.

- Église du village, les cloches.Église Saint-Michel de Fourtou. Sa reconstruction date du XVIe siècle après les destructions causées par les huguenots. Une cloche et la croix du cimetière datent de cette époque (1547). La deuxième cloche vient de La Mouline. Le portail, de style roman, est tout ce qui reste de l’authentique chapelle. De style ogival, la nef compte trois travées supportées par des arceaux plein cintre, en charpente apparente ; le chœur, à chevet plat, est éclairé par deux oculus. Le tout fut joliment décoré de façon naïve, vers 1900, par des ouvriers italiens. Le retable, plein de charme, à colonnes torses, est du XVIIIe siècle. Il est dommage que le ciment ait noyé l’ancienne cuve baptismale. Devant l’autel, une pierre tombale, sépulture « ad sanctum ». Les ordonnances royales sont transmises aux recteurs (curés) pour être lues le dimanche. Si l’Église tient les registres des baptêmes, mariages et sépultures, c’est sous l’autorité du Roi. Louis de Vervins, archevêque de Narbonne, offre à la paroisse de Fourtou un calice (1627), exécuté par Jean Chapuis, orfèvre. La coupe fut refaite en 1788 et c’est, aujourd’hui, un objet classé. Jusqu’à la révolution en 1789, il y a 98 % de pratiquants. Vers 1802, il n’y en a plus que 50 %. Au XXe siècle il n’y aura plus de prêtre à Fourtou et les messes deviendront épisodiques. Les curés de Fourtou tiennent un cahier « status animarum parochia Fourtou» où ils notent pour chaque habitant si celui-ci se confesse, vient à la messe ou fait ses pâques. Des traits de caractère ou la situation familiale sont aussi mentionnés. L’Angelus rythme la vie des gens ; le dernier sonneur, Etienne Bouichet, disparaitra en 1947. Les Fourtounais apprennent la convocation des États Généraux par leur curé, en chaire. Le prêtre, suivi par le village tout entier, bénit les champs et les cultures, faisant halte aux pieds des croix plantées aux quatre points cardinaux. Des processions sont destinées à faire pleuvoir quand il fait trop sec. Dans son histoire sur le Termenès, l’abbé Astruc nous dit que les habitants des Hautes-Corbières se signent chaque fois qu’ils passent devant une croix et disent :  « Les chrétiens qui passent devant la sainte croix, » « Peut-être ce sera pour la dernière fois, » « Qu’ils prient Dieu pour les Trépassés »  

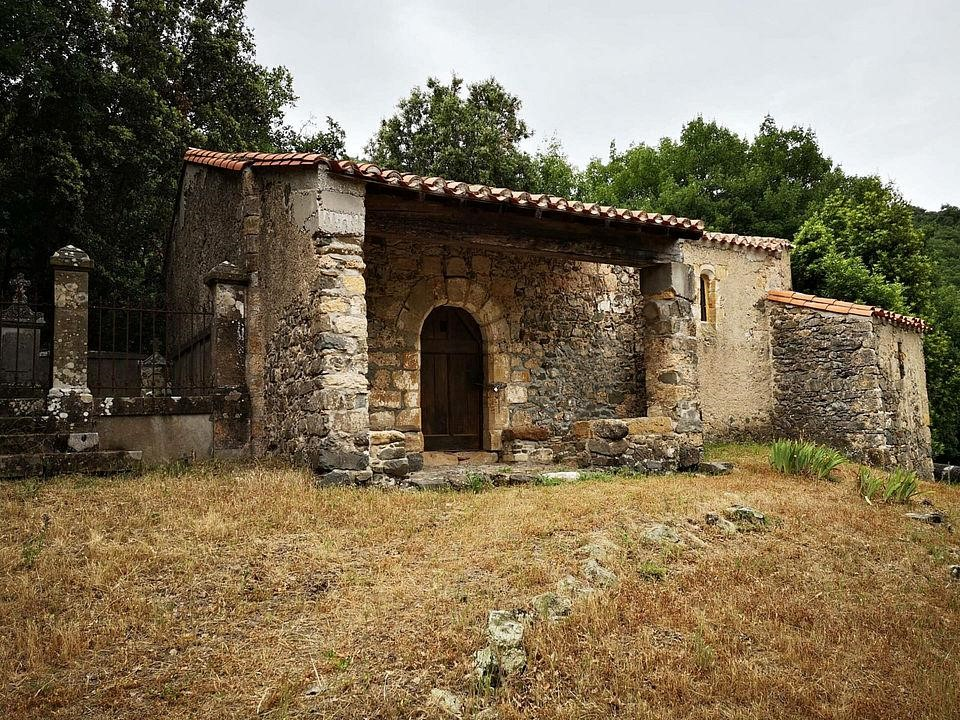
Église de La Mouline.

Prière qu’on récitait à Fourtou avant de s’endormir, d’après Mathilde Malet :  « Moun Senhe, sant Silvestri » « Que pod estre qu’un cop l’an, » « La velho de cap d’an. » « Al noun de Dius me coulqui iéou, » « Cinq angels i trobi iéou » « Dous as pes, tres al cabes. » « Nostré Sénhé al miech s’es mes, » « E m’a dit : qué mé coulquéssé » « Qué m’endourmiguésse, » « E qué dé pou nou aguesse » « Qu’el, mé gardario dé foc é dé flamo. » « Amen » « Mon seigneur, St-Sylvestre » « Qui n’est fêté qu’une fois par an » « La veille du jour de l’an. » « Au nom de Dieu, je me couche, » « Et je me trouve dans mon lit, » « Cinq anges, deux aux pieds » « Trois au chevet. » « Notre Seigneur s’est mis au milieu, » « Et m’a dit que je me couche, » « Que je m’endorme, » « Et que je n’aie pas peur, » « Qu’il me garderait du feu et des flammes. »  À la Chandeleur, fête de la lumière, un cierge est béni par le prêtre à la messe du matin. On le rapporte à la maison, et pour ceux qui ont des ruches, on prévoit un crochet devant les abeilles qui en ont fourni la cire. Le cierge passe ensuite à l’étable, puis il entre à la maison. Si le cierge reste allumé, c’est signe de prospérité, sinon signe de mort dans l’année. Puis le cierge est rangé dans l’armoire d’où il sera retiré, éventuellement, pour un accouchement, pour veiller un mort ou par temps d’orage violent.Église de La Mouline.

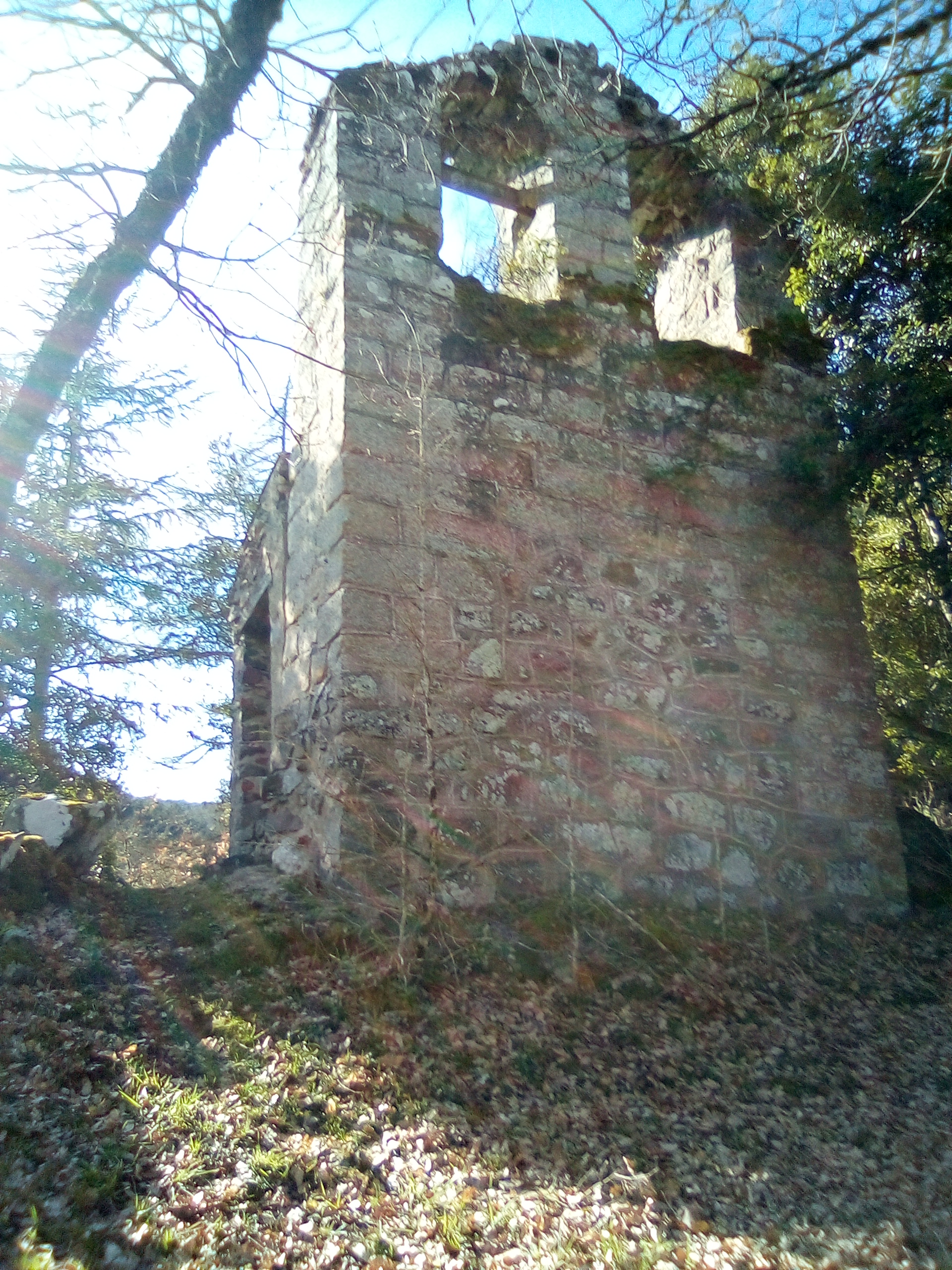
Campanile de La Mouline.

- Campanile de La Mouline.Eglise de la Mouline, dédiée aux saints Pierre et Paul dont la fête est le 29 juin, une église a existé ici depuis des temps très anciens, détruite, abandonnée et reconstruite. Elle est tout ce qui reste de plus ancien de l’histoire de Fourtou, et doit à Monsieur Argence, maire, la réfection du toit qui menaçait de s’écrouler. L’entrée est précédée d’un atrium, sorte de cour où l’on pratiquait l’ablution du visage et des mains, avant d’entrer dans le lieu saint. Plus tard, l’atrium se réduisit à un porche qui porte la date 1761. Durant le XIXe siècle, comme aux temps anciens, les fidèles attendaient dehors que le prêtre vienne, selon la coutume, en habits liturgiques, sur le seuil et les invite à entrer. Sans clocher, elle est associée à un « campana » situé au hameau sur la colline à près d’un km, dont une cloche a été volée et l’autre installée à l’église du village. Les objets du culte ont été dérobés vers 1975. En 1781 – Paroisses de Fourtou et la Mouline rattachées au diocèse de Carcassonne.

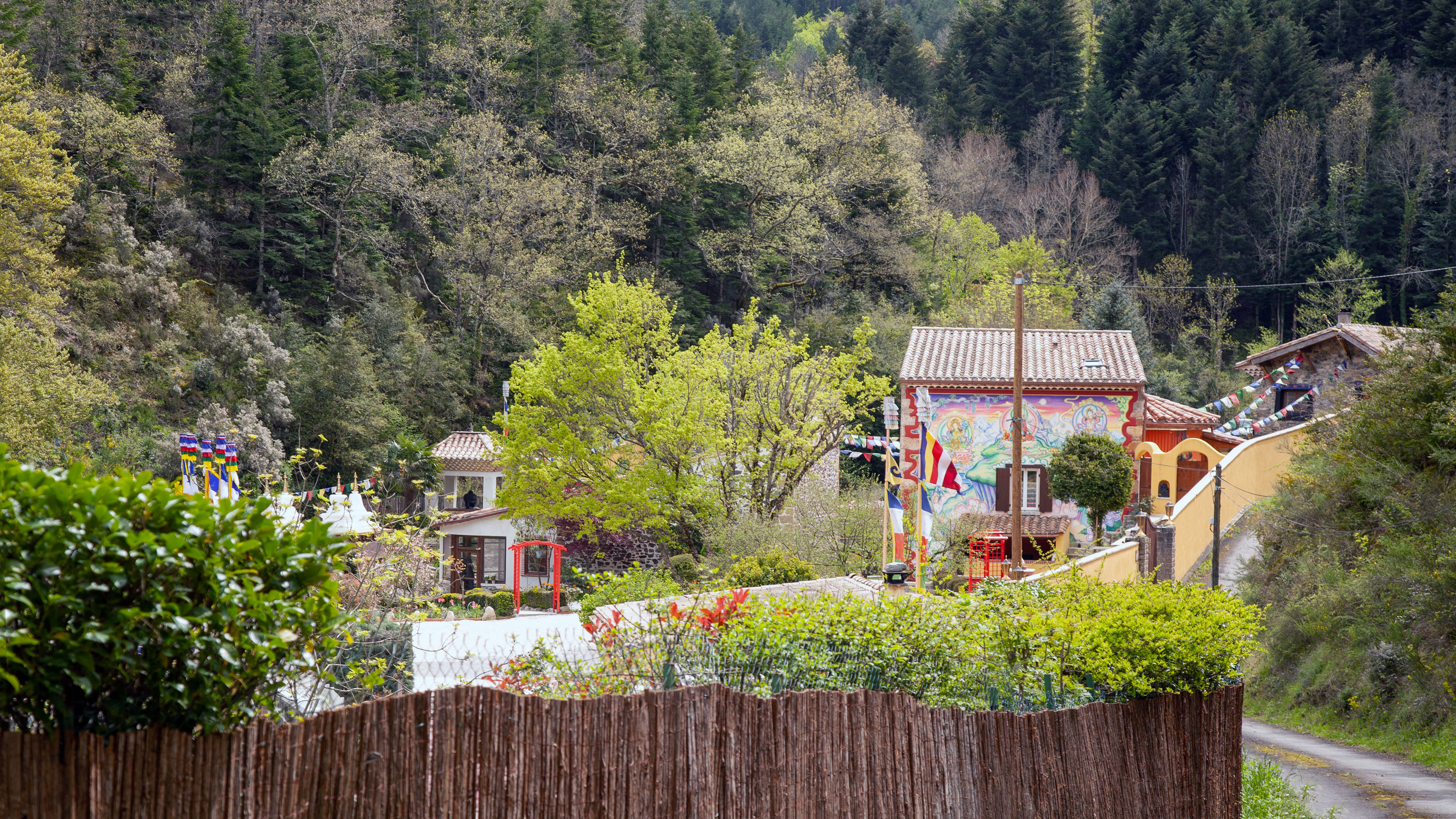
Le centre tibétain TNG de Fourtou.

- Le centre tibétain TNG de Fourtou.Les cimetières, Chacune des deux églises de la paroisse a son cimetière accolé. Longtemps, les enfants non baptisés, de même que les suicidés, étaient inhumés dans un coin réservé et non consacré par l’Eglise. Les sacrements et l’inhumation religieuse leur étaient refusés. Ils étaient très peu nombreux. Les enfants mourant à la naissance étaient immédiatement ondoyés, souvent par le grand-père ou la sage-femme. Sur deux siècles, on trouve seulement le 22 mai 1741 (AD 11 p. 23g), une fille de Jean Bouni, morte sans baptême (recteur Fontanier). Et le cas du malheureux Pierre Brunet, retrouvé noyé le 3 septembre 1737 dans le gourg de Timbald au Carcanet, âgé d’environ 55 ans (AD 11 p. 8). Ses voisins bergers, comme lui, ont déclaré qu'il avait manifesté l'intention de se suicider. Les obsèques religieuses lui ont été refusées par le curé Fontanier. On mesure combien la crainte de l’Eglise était grande. Les témoins auraient pu se taire et le prêtre conclure à l’accident. On trouve ailleurs une position plus en conformité avec la charité chrétienne où le recteur compatissant a conclu à la noyade par folie et non par désespoir, ce qui l’a autorisé à accorder une sépulture religieuse, après avoir pris l’attache de l’évêché d’Alet. Cf. Brenac AD 11 AC50/1E4 p 42 g, 2.3.1727, décès ALVERNI Marie « s'étant allée jetter dans un gouffre probablement plutôt par folie que par désespoir ».
- Les moulins, le plus ancien des moulins est celui de La Mouline signalé en 1360 : Molendinum de Equabus (Archives de l’Aude), mais sûrement bien antérieur ; mentionné aussi par Cassini. Le moulin fut vendu et transformé en une résidence fort plaisante. Les anciennes « basses » ont disparu. Aujourd’hui (2020) y est installé un centre Bouddhiste, communauté rurale. L’an 1560 mentionne l’édification d’un moulin sur le ruisseau de Fourtou qui semble être celui du Parégot. Il figure sur la carte de Cassini comme moulin du Monac, nom de la vallée s’ouvrant sous le Parégot. Mounac tirerait son nom de la présence des moulins (non garanti). Ce moulin est ruiné. On l’a aussi appelé « lé mouli dal Baïch » [Mistral donne Bais, Bach (Allemand), ruisseau d’où Baïse, Baix]. Dans certains textes on parle d’un « moulin du haut » et en 1732 « un moulin farinié à une meule al mounaq.. autre moulin sur le roc del Mounaq.. autre moulin ruiné ». Une métairie recensée en 1851 porte le nom de moulin de la Tour. Ce moulin fonctionnait en 1820, Pierre Busquet en est le meunier [baptême de sa fille Anne 25.71820 - AD 11 1E5 p 277g]. Un moulin à vent a aussi existé, le cadastre actuel mentionne un lieu-dit « le moulin à vent » ; il domine le village près du chemin qui mène à Mandrau. Il subsiste quelques pierres, vestiges d’un mur circulaire. Un acte du notaire de Villerouge le mentionne en 1571. Autre mention en 1587 sur le site de Rouyrebel (le grand chêne) : lé camp dal moli dal vent (Claude Pla). Mais ne figure plus sur Cassini. A la ferme de l’Hermita il y a une petite meule entrainée par l’eau, servant pour la campagne et quelques voisins. La basse fut détruite définitivement en 1930 par une inondation. Il y avait aussi, selon les témoignages, des moulins manuels chez certains particuliers.
- Le lavoir et l’abreuvoir (la piale) n’ont été construits au centre du village qu’en 1912 à l’emplacement d’anciennes maisons.
- L’hiéro de la rendo (renta) : c’est là que les habitants portaient l’impôt en nature perçu par l’abbé de Lagrasse puis par l’archevêque de Narbonne. C’est aussi le lieu et le jour où les fermiers et métayers rendent les comptes aux propriétaires et se renouvellent les contrats. De même les domestiques (ouvriers agricoles) se louent à l’année.
- Les grottes du Parégot, Si au niveau du village de Fourtou le relief est assez doux, dans un paysage de forêts et de pâturages, le contraste est saisissant lorsqu’on arrive au Parégot. En effet, la vallée devient soudainement profonde et lointaine, bordée des perspectives fuyantes des parois de calcaire gris, c’est Le Mounac. Dans le voisinage des cascades du ruisseau de Fourtou et de celui de la Tour, existent plusieurs grottes : grotte du Saut, grotte des Sorcières. Elles ont été formées par infiltration des eaux dans le terrain calcaire. Une documentation détaillée nous est proposée par le site de spéléologie[52] ; L’entrée de la grotte principale au pied de la première cascade du moulin a été bien préservée lors de la construction de la route départementale sus-jacente au XIXe siècle. Il existe un aven près du "champ grand", à l'aplomb du château, le "trou de l'argent", près du rocher dit « le dolmen ». On disait qu'il communique avec une grotte du Parégot. Histoire ou légende, on aurait jeté un chien dans ce trou pour s'en débarrasser et il serait ressorti au Parégot, tout pelé. Compte tenu de la situation de l'aven, la communication est tout à fait logique. Autre légende – des fées lavandières que les gens du pays appelaient « las Mitounos » vivaient dans ces grottes.
- Le dolmen – Le bulletin de la société préhistorique de France p. 3, consultable sur Gallica, https://gallica.bnf.fr/ark:/12148/bpt6k5692665z/f15.item.r=Dolmen%20Fourtou# nous dit qu’il est aux trois-quarts ruiné et se trouve environ à 200 m au nord en dessous des ruines du château, lieu-dit sarrat dé la brugos, près de l’aven du trou de l’argent. Situé à un kilomètre à l’est du village, il est visible du parvis de l’église. La dalle de couverture en calcaire mesure 4 m sur 6 et ne repose plus que sur un seul support. Elle témoigne d’un monument de taille importante. Il est probable qu’il n’a jamais été fouillé.
- L’observatoire du Pech : c’est ainsi qu’on nomme à Fourtou ce qui est un poste d’observation perché sur un sommet au-dessus du Pech et de Marot. Visible nettement sur la carte satellite de Google, mais nous sommes déjà sur la commune d’Albières. L’édifice carré à la base ressemble de loin à un château d’eau. On pénètre dans le pied et un escalier mène à une pièce où l’été se poste une vigie chargée de scruter l’horizon afin de détecter la moindre trace de fumée, car le secteur particulièrement boisé est sujet aux incendies. On peut y surveiller une grande partie nord des Hautes-Corbières. La nuit la lumière du phare de Port-la-Nouvelle est visible.

## Héraldique
| Blason de Fourtou | Blason  | D'or à la montagne de deux pics de sinople ombrés d'argent, chargée de deux cornes de vaches au naturel rangées en fasce, leur pointe vers le chef et vers leur flanc respectif et soutenues d'un besant percé d'or, le tout accompagné en chef d'une goutte d'eau d'azur. |
| Blason de Fourtou | Détails | Le statut officiel du blason reste à déterminer. |